# Scyliorhinus canicula
Petite roussette
« Petite roussette » redirige ici. Pour les espèces de ptéropodidés, voir Petite roussette (mammifère).
Espèce
Synonymes
Scyliorhinus caniculus
Répartition géographique
Statut de conservation UICN

 LC  : Préoccupation mineure
La petite roussette (Scyliorhinus canicula) est un petit requin de la famille des Scyliorhinidae.

## Description
S. canicula est un petit requin au museau arrondi et au corps élancé, d'environ 80 cm pour un poids maximum de 5 kg. Son corps est beige clair à roux tacheté de nombreux cercles bruns à noirâtres. La face ventrale est claire.
Comme pour les autres membres de la famille des Scyliorhinidae, la première nageoire dorsale se trouve juste en arrière des nageoires pelviennes. La deuxième nageoire dorsale se situe juste derrière la nageoire anale et la distance entre les deux nageoires dorsales est plus grande que la longueur de la base de la nageoire anale. 
Cette espèce ressemble fortement à Scyliorhinus stellaris (grande roussette). Cette dernière est plus grande (150 cm) et ses taches sont généralement plus larges, parfois ocellées. La distance entre les deux nageoires dorsales est plus petite que la longueur de la base de la nageoire anale chez S. stellaris. De plus, les valvules nasales sont connectées à la bouche chez S. canicula alors qu'elles ne le sont pas chez la grande roussette.

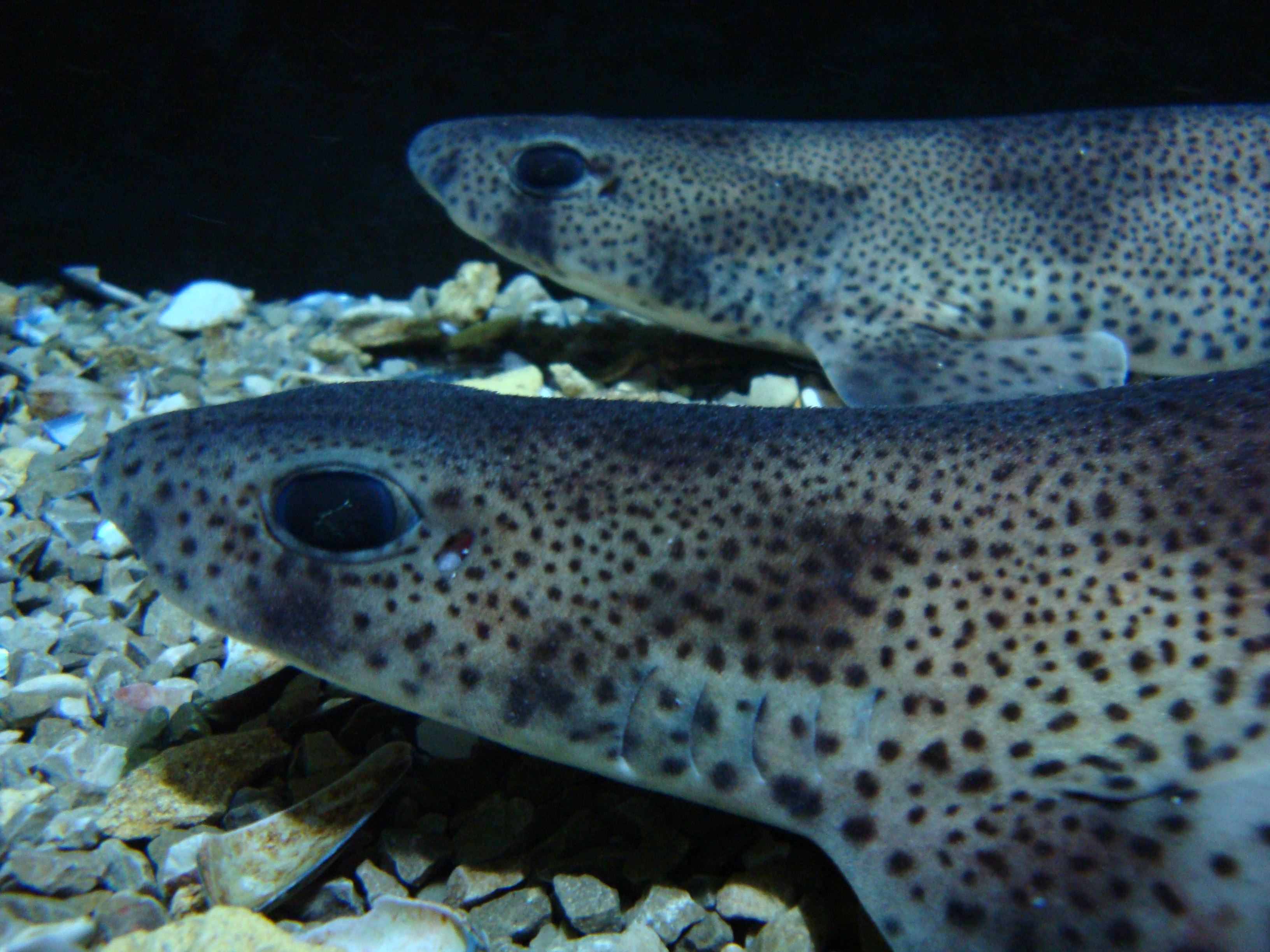
Petite roussette (Scyliorhinus canicula) née dans les aquariums de Mareis.
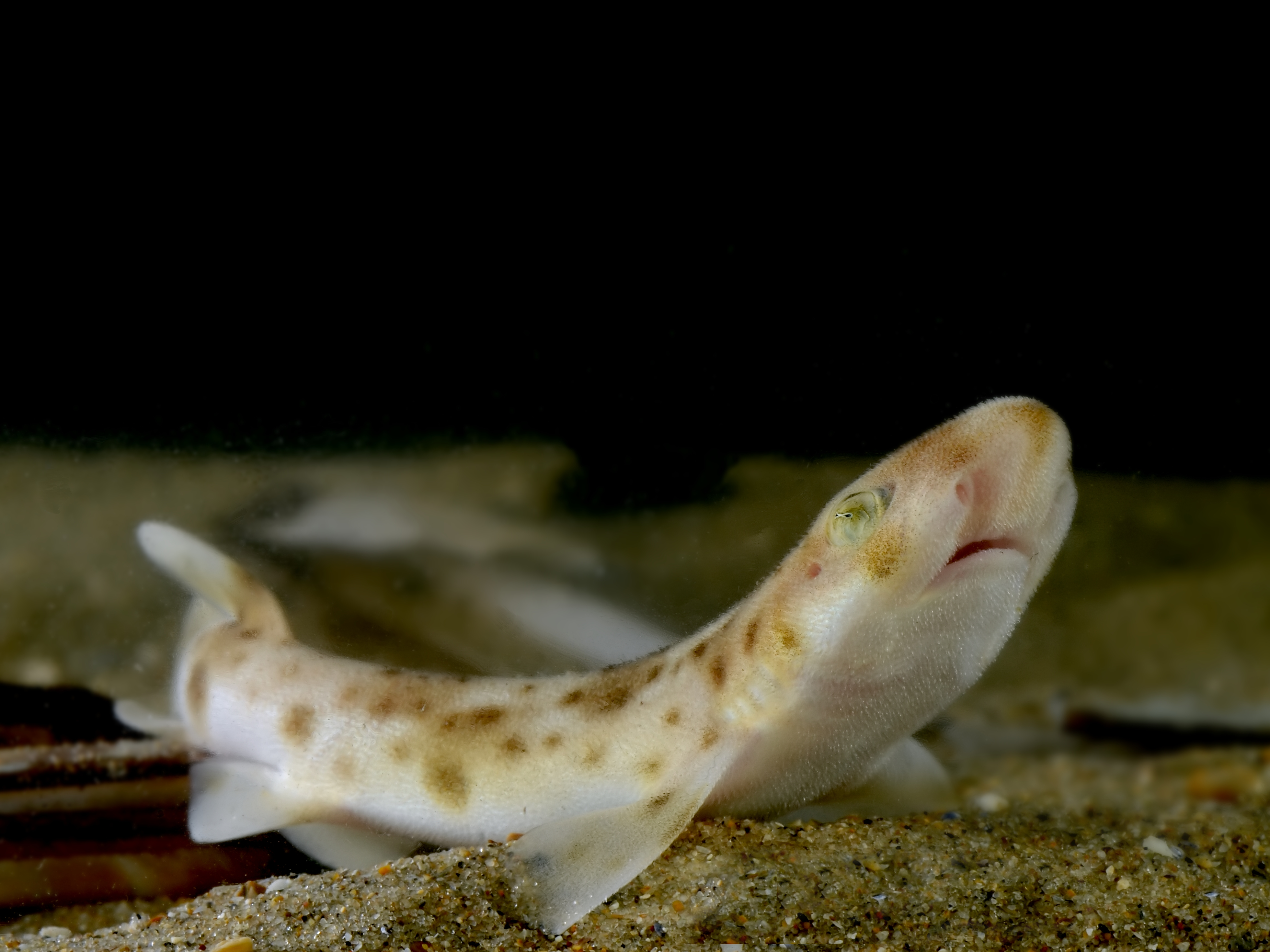
Juvénile.
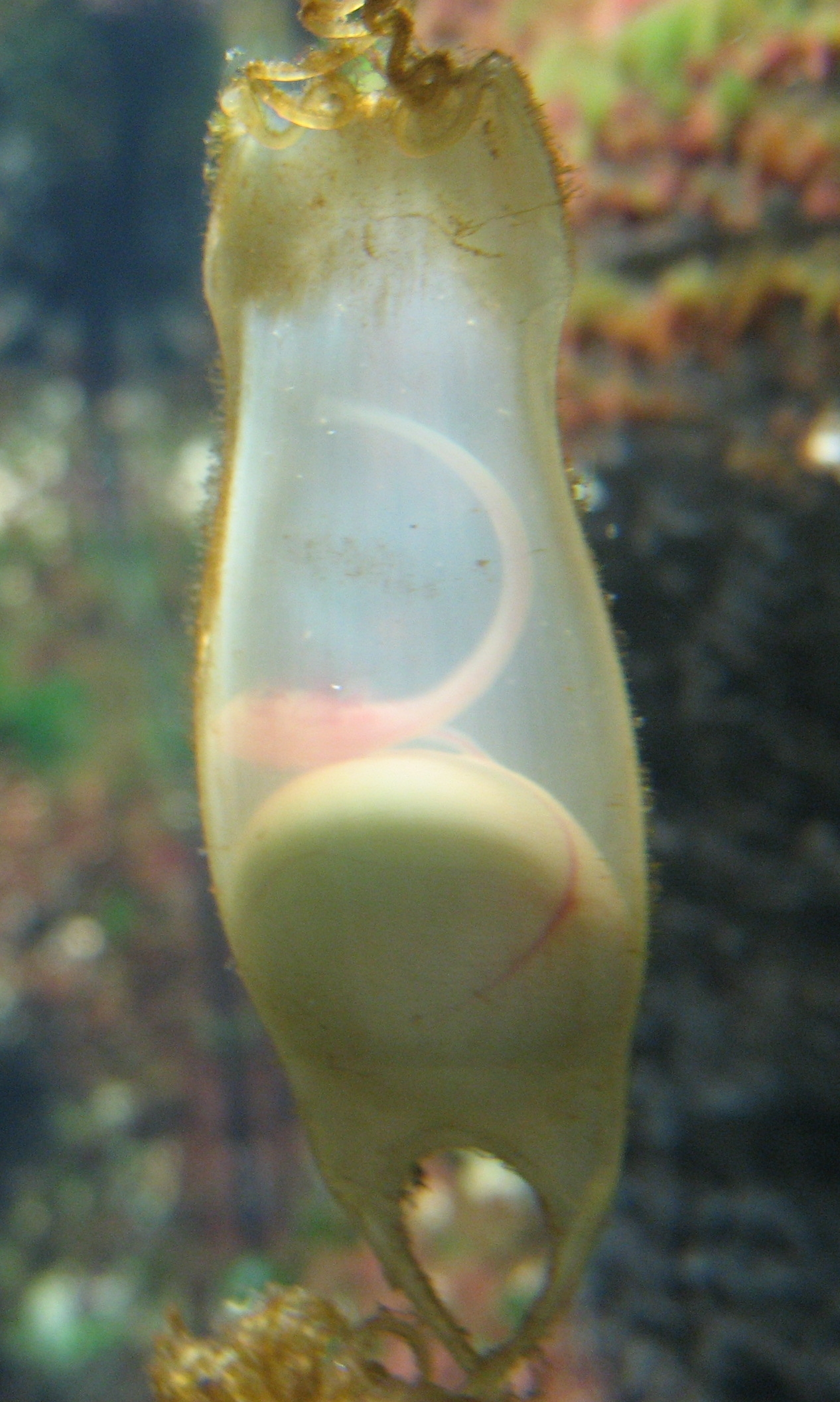
Œuf de petite roussette.

## Distribution et habitat
Il vit sur la côte est de l'océan Atlantique, de la Norvège au Sénégal, ainsi qu'en mer Méditerranée. Son intérêt commercial est variable en fonction de sa zone de consommation. 
On le trouve sur les plateaux continentaux, entre 10 et 400 m de profondeur, sur des fonds sableux, coralliens, de graviers ou de vases.

## Écologie
C'est une espèce nocturne qui se nourrit d'invertébrés benthiques: mollusques, crustacés, de petits céphalopodes, vers polychètes ; ainsi que de petits poissons osseux.
Elle peut vivre jusqu'à 12 ans et devient sexuellement mature lorsqu'elle atteint entre 54 et 60 cm. L'accouplement se produit dans des eaux plus profondes à la fin de l'été jusqu'à l'automne. La petite roussette est ovipare, elle pond des œufs par paire de novembre à juillet. Les œufs, parfois appelés "bourses de sirène", sont rectangulaires d'environ 6 cm de long avec de longs filaments en spirale aux quatre coins. Ces filaments peuvent s'accrocher aux algues ou rochers,.

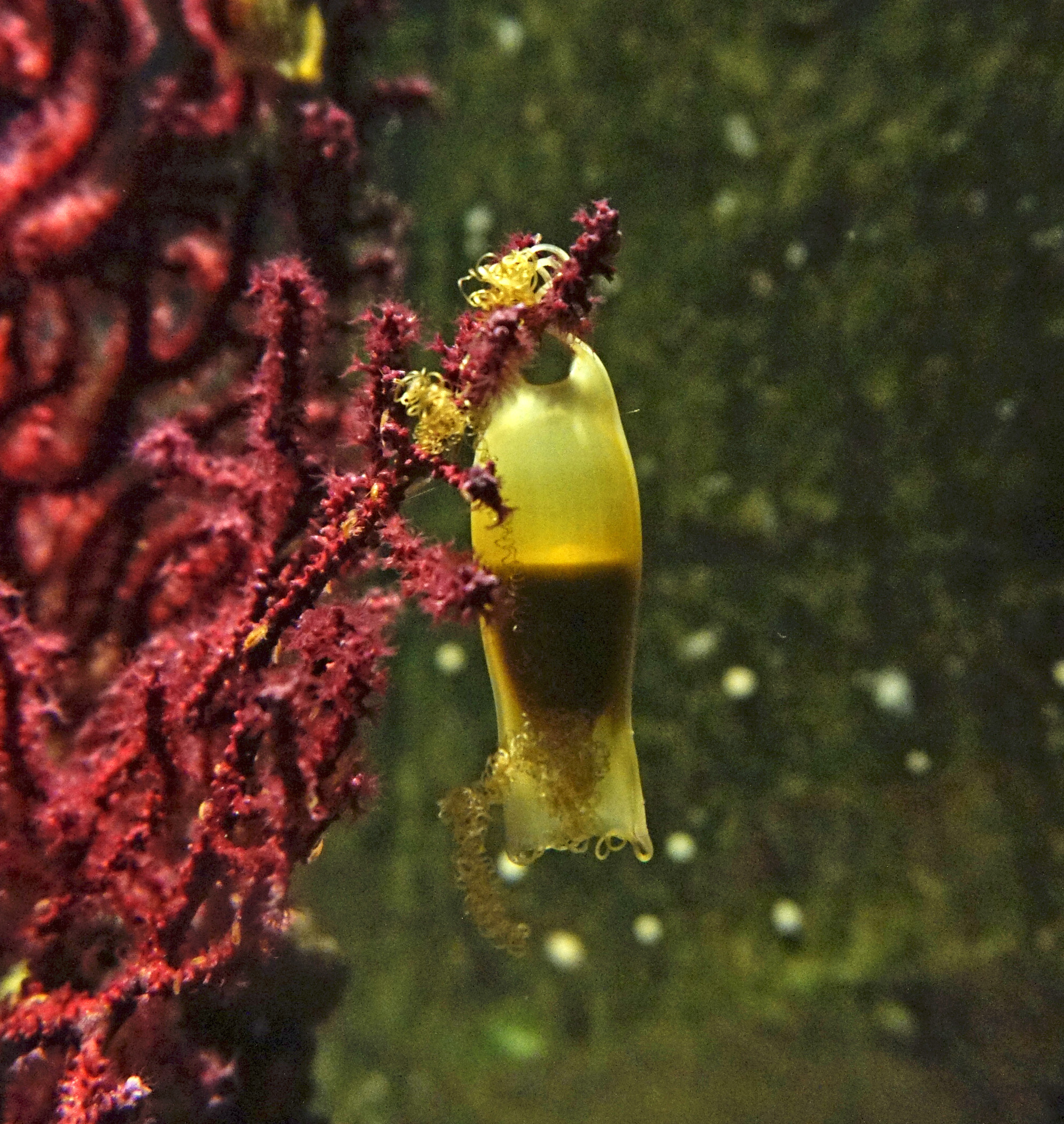
Œuf de petite roussette.

## Traits de personnalité
Une étude faite en 2014 à l'Université d'Exeter a démontré que les roussettes possèdent des traits de personnalité. Certains individus sont plus sociables que d'autres, certains plus agressifs, d'autres encore ont un goût plus prononcé pour l'exploration,.

## Consommation humaine
Une fois l'animal étêté, vidé et écorché, il prend en France la dénomination commerciale de saumonette.

## Systématique
Scyliorhinus canicula a été décrit pour la première fois par le naturaliste suédois Carl von Linné en 1758, sous le protonyme de Squalus canicula.

### Synonymes[3]
- Squalus catulus Linnaeus, 1758
- Squalus elegans Blainville, 1825
- Scyllium spinacipellitum Valliant, 1888
- Scyllium acutidens Valliant, 1888
- Scyliorhinus canicula albomaculata, Pietschmann 1906
- Catulus duhamelii Garmin, 1913

### Publication originale
- (la) Carl von Linné, Systema Naturae per regna tria naturae, secundum classes, ordines, genera, species, cum characteribus, differentiis, synonymis, locis. Editio Decima, Reformata. Tomus I., Holmiæ (Stockholm): impensis direct. Laurentii Salvii., 1758, 824 p. (lire en ligne), p. 234